# Wang Zhen (schilder)

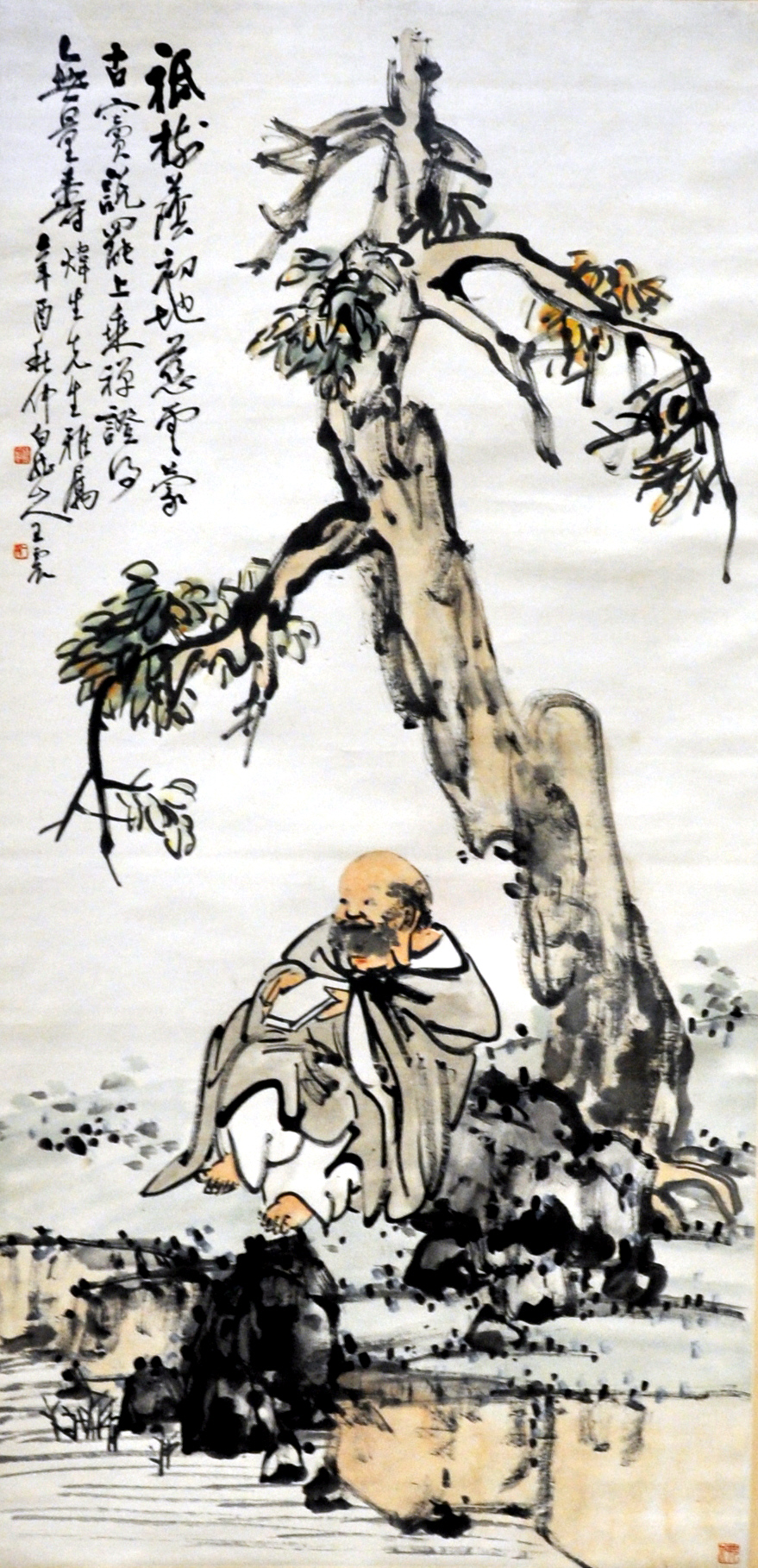
Budai onder een den (1921), gewassen inkt en kleur op papier, collectie Museum Rietberg

Wang Zhen (王震; 1867–1938) was een Chinees kunstschilder uit de Shanghai-school. Zijn omgangsnaam was Wang Yiting (王一亭).
Wang groeide op in Wuxing, in de provincie Zhejiang. Hij werd op jonge leeftijd in de schilderkunst onderwezen door Ren Bonian (1840–1896). In Shanghai werd Wang een succesvol bankier en zakenman. Hij maakte veel reizen in Japan, zowel voor zaken als voor zijn schilderkunst. Zijn werken genieten een grote populariteit in het land.
Wangs schilderkunst is nauw verwant aan die van Wu Changshuo (1844–1927), die mogelijk ook een leraar van hem was. Volgens sommige kunstkenners zijn enkele aan Wu toegeschreven werken in werkelijkheid van de hand van Wang.
- Gemeinsame Normdatei: 1148690999
- International Standard Name Identifier: 0000 0000 6341 2863
- Library of Congress Control Number: n81039684
- Bibliotheek van het Japanse parlement: 00752712
- Nationale Bibliotheek van Israël: 987007513578205171
- Trove: 1321388
- Union List of Artist Names: 500480167
- Virtual International Authority File: 60400026
- WorldCat: E39PBJrgKMPQFHqkxBwqdPxdQq